# Der Arbeiter. Herrschaft und Gestalt
Der Arbeiter. Herrschaft und Gestalt ist eine 1932 erschienene theoretische Arbeit Ernst Jüngers, in welcher er sich mit der Figur des Arbeiters als einer elementaren, die bürgerliche Gesellschaft zerstörenden Macht auseinandersetzt. In ihr zeigt sich für Jünger der Aufzug einer neuen Epoche, welche durch den „totalen Arbeitscharakter“ bestimmt ist. Dieser untergräbt die Werte der bürgerlichen Welt – Wertschätzung des Individuums, demokratischer Liberalismus, Gesellschaftsvertrag – und setzt ihnen die Tatsachen des „Typus“, „Arbeiterstaats“ und Arbeitsplans entgegen.
Armin Mohler, einer der Vordenker der Neuen Rechten und Autor eines Buches über die Konservative Revolution in der Weimarer Republik, erkannte in Der Arbeiter die „Bibel des heroischen Realismus“. In der germanistischen Rezeption wurde Jüngers Anteil an der Entwicklung des Nationalsozialismus diskutiert und im Arbeiter eine Affinität und Vorwegnahme von Faschismus und NS-Staat gesehen. Seit den 1990er Jahren wurde Jüngers Text auch als „faschistisches Kunstwerk“ diskutiert.

## Inhalt

### Der „Arbeiter“ als theoretisches Werk
In einem Rundfunkinterview erklärt Jünger zu seinem Vorhaben, durch die Gestalt des Arbeiters eine Theorie der Moderne zu liefern:

„Meine Aufgabe stelle ich mir lediglich dahin, die heute überall sichtbar werdenden Perspektiven etwas zu verlängern, und, wenn sich mir bei dieser Arbeit eine besondere und zunächst nicht beabsichtigte Überzeugung aufdrängte, so besteht sie darin, daß alle diese Perspektiven auf einen gemeinsamen Schnittpunkt gerichtet sind. Diesen gemeinsamen Ort, an dem die Veränderungen ihren chaotischen Charakter verlieren und als sinnvoll zu erkennen sind, nenne ich die Gestalt des Arbeiters.“

Zu den vorbereitenden Schriften gehören Die totale Mobilmachung sowie Die Arbeits-Mobilmachung aus Die Kommenden. Jüngers Werk kann dabei einerseits als Beschreibung, andererseits als Vorausschau auf kommende Verhältnisse gelesen werden, ist aber mit Sicherheit eine Aktualisierung apokalyptischer Denkmuster der 1920er Jahre. Dabei betrachtet Jünger den Untergang der bürgerlichen Welt nicht neutral, sondern mit Genugtuung. Auch im später verfassten Vorwort von 1963 erklärt Jünger, dass es ihm um die Möglichkeit ging, die Ereignisse „nicht nur zu begreifen, sondern, obwohl gefährlich, auch zu begrüßen“.

### Erster Teil: Begriff des Arbeiters
Jüngers Epochenüberblick ist nicht anhand einer stringenten Theorie expliziert, vielmehr umspielt er unter verschiedenen Perspektiven die Gestalt des Arbeiters. Dabei koppelt er diese von gesellschaftlichen und sozialen Zuständen ab und schreibt sie einer elementaren Macht zu. Diese bricht in die bürgerliche Welt ein und überformt sie bis zu deren endgültigen Verschwinden.
Da die Gestalten keine sich spontan aus Konfigurationen bildende vergängliche Erscheinung sind, sondern überzeitlich, ist ihr verstärktes Eintreten und Eingreifen in der Moderne ein nicht aufzuhaltender Prozess. Der Begriff der Gestalt hat somit bei Jünger nicht die zur selben Zeit aktuelle Bedeutung im Sinne der Gestaltpsychologie, sondern ist als metaphysischer Begriff zu lesen. Für Jünger bedeutet das „Sehen von Gestalten“ einen „revolutionären Akt“ (§ 10), da es geistig, sowie der Tat nach an neuen Entwicklungen teilhaben lässt.

### Zweiter Teil: Phänomenologie der Moderne
Im zweiten Teil des Buches liefert Jünger ein reiches Panorama an Beobachtungen, in welchen er die Gestalt des Arbeiters heraufkommen sieht, dies reicht über die Garderobe, das Freizeitverhalten der Massen, Körperkult, Ablösung des Theaters durch das Kino, bis hin zur Physiognomie des Städters. Zentral hierbei ist die Ablösung des Individuums durch den Typus des Arbeiters. Damit geht eine Gleichförmigkeit der zivilisierten Welt einher (sichtbar auch an der Ähnlichkeit disparater Bereiche von Reklame, Hygiene, Statistik), die bisweilen in Grausamkeit ausschlagen kann.

## Rezeption
Der Arbeiter wurde nach seinem Erscheinen kontrovers besprochen. In der Literaturzeitschrift Neue Rundschau erschienen beispielsweise im Frühjahr 1933 auf 16 Seiten drei Besprechungen. Kurt Heuser sah dabei in dem Arbeiter einen verheißungsvollen Ordnungsentwurf. Richard Behrendt kritisierte das Buch dagegen als unvergleichlich destruktiven „Generalangriff“ auf die bürgerliche Kultur. In der Zeitschrift Der Gral assoziierte Friedrich Muckermann eine „Verwandtschaft“ mit dem russischen Bolschewismus. Auch andere Rezensenten wie Max Hildebert Boehm hielten Jüngers technokratische Haltung für „bolschewistisch“. Martin Heidegger erklärte das Werk in 1934 begonnenen Aufzeichnungen zu einer „Metaphysik des recht verstandenen, d. h. von allen ‚bürgerlichen‘ Vorstellungen gereinigten imperialen ‚Kommunismus‘“.
In der germanistischen Rezeption seit den 1960er-Jahren wurde im Arbeiter eine starke Affinität zum Faschismus und Nationalsozialismus gesehen. Armin Mohler hatte den Begriff des „heroischen Realismus“, der eine zentrale Kategorie des Arbeiters bildete, zu den „Leitbildern“ der „Konservativen Revolution“ erklärt. Dabei ging es ihm um eine Rehabilitierung der „Konservativen Revolution“. Für Lothar Baier galt der Arbeiter „als eine Art magna charta der konservativen Revolution“, nicht als Analyse, sondern als „Resultat einer alchimistischen Synthese: Man vermischte den Bolschewismus des ersten Fünfjahresplans, die Praktiken des japanischen Imperialismus und die Organisation der deutschen Kriegswirtschaft. Das Mischungsverhältnis hat Jünger im übrigen nicht selbst ausgetüftelt, sondern bei Spengler und Niekisch abgeschrieben.“ Für Karl Prümm und Jürgen Manthey wurden in dem Essay die Strukturen des NS-Staates vorweggenommen. Fritz J. Raddatz sah im Arbeiter die „Verfassung des Nationalsozialismus“. Uwe K. Ketelsen las den Essay „als den Entwurf eines ästhetischen faschistischen Modernitätskonzepts“.
Helmuth Kiesel gesteht zu, dass der Arbeiter ein totalitäres Konzept darstelle, aus dem sich auch die Nationalsozialisten bedienen konnten. Eine Rezension im Völkischen Beobachter sei 1932 aber sehr unfreundlich gewesen. Kiesel stimmt Stefan Breuer zu, wonach aus dem Arbeiter der Wille zu „einem hierarchischen, autoritären, diktatorischen Staat“ spreche, „in dem das Individuum vollkommen von der Organisation absorbiert werden sollte, aber eben doch einem Staat, der all das sein würde, was das NS-Regime nicht war: Einheit, Organisation, Disziplin, ein Gefüge mit festen Zuständigkeiten und damit auch einer gewissen Verantwortlichkeit“. Jünger habe nicht für eine terroristische Herrschaft geworben, so Kiesel, und auch nicht die Ausrottung bestimmter „Rassen“ oder „Klassen“ empfohlen. Jünger habe 1932 an die Möglichkeit geglaubt, die Nöte und Ungerechtigkeiten der Zeit mit technokratischen Mitteln beheben zu können.

## Ausgaben
- Ernst Jünger: Der Arbeiter. Herrschaft und Gestalt. Klett-Cotta, Stuttgart 2007, ISBN 978-3-608-93604-9.